# Lake Montbazin
Lake Montbazin är en sjö i Australien. Den ligger i delstaten Western Australia, omkring 740 kilometer norr om delstatshuvudstaden Perth. Lake Montbazin ligger 1 meter över havet.
Omgivningarna runt Lake Montbazin är i huvudsak ett öppet busklandskap. Stäppklimat råder i trakten. Genomsnittlig årsnederbörd är 300 millimeter. Den regnigaste månaden är juni, med i genomsnitt 56 mm nederbörd, och den torraste är oktober, med 2 mm nederbörd.